# メアリー・ウォーノック
ウォーノック女男爵メアリー・ウォーノック（英: Helen Mary Warnock, Baroness Warnock, CH DBE FBA FMedSci、1924年4月14日 - 2019年3月20日）は、イギリスの哲学者、実存主義に関する著作家。専攻は、道徳哲学・教育哲学・心の哲学。1984年から1991年までケンブリッジ大学ガートン・カレッジの代表を務めた。
1998年アルバート・メダル、2018年ダン・デイヴィッド賞受賞。

## 著作

### 単著
- メアリー・ワーノック『二十世紀の倫理学』保田清 訳、法律文化社、1979年。
- メアリー・ワーノック『生命操作はどこまで許されるか : 人間の受精と発生学に関するワーノック・レポート』上見幸司 訳、協同出版、1992年。
- メアリー・ウォーノック『想像力　「最高に高揚した気分にある理性」の思想史』髙屋景一 訳、法政大学出版局、2020年。

### 共著
- メアリー・ウォーノック、ブラーム・ノーウィッチ 著、ロレラ・テルジ 編著 編『イギリス特別なニーズ教育の新たな視点 : 2005年ウォーノック論文とその後の反響』宮内久絵・青柳まゆみ・鳥山由子 監訳、ジアース教育新社、2012年。